# Elverhøj
 For alternative betydninger, se Elverhøj (flertydig). (Se også artikler, som begynder med Elverhøj)
Elverhøj af Johan Ludvig Heiberg med musik af Friedrich Kuhlau (1828) er det danske nationalskuespil.
Elverhøj blev skrevet på bestilling af kong Frederik VI, der ønskede et festspil til brylluppet mellem sin yngste datter Vilhelmine Marie og prins Frederik Carl Christian (den senere Frederik VII), der fandt sted den 1. november 1828. Fem dage efter, den 6. november, havde Elverhøj premiere.
Heiberg foreslog at bygge dramaet op over sagn om klinte- eller elverkongen på Stevns og en historie om forbyttede børn. Kong Christian IV optræder som en slags detektiv, der afslører sagens rette sammenhæng. Historien er typisk for sin tid, hvor romantikken var dominerende åndsretning.
Heiberg har næppe kunnet forudse, at dette lejlighedsarbejde skulle blive nationalscenens største succes. Det kan efter 175 år stadig trække publikum. Det var længe en tradition, at dette stykke skulle være det første, børn fik at se på Det Kongelige Teater.
Heiberg blev belønnet med 665 rigsdaler samt fast ansættelse ved Det Kongelige Teater som digter og oversætter. Kuhlau fik 400 rigsdaler i honorar samt en professortitel.
Stykket har været opført over 1.000 gange på Det Kongelige Teater og er flere gange blevet filmatiseret, første gang i 1910 i stumfilmene Elverhøj og Elverhøj og herefter i Elverhøj fra 1917 og i Elverhøj fra 1939.
I filmen Olsen-banden ser rødt bryder banden ind i Det Kongelige Teater under en opførelse af Elverhøj. Bandens larmende værktøj overdøves af ouverturen, der til filmen er arrangeret af Bent Fabricius Bjerre.

## Sangene
Første akt
- "Jeg gik mig i lunden"[1]
- "Jeg lagde mit hoved"
- "Hurtig til lystig fest"

Anden akt
- "Nu løvsalen skygger"[2]
- "Der vanker en ridder"

Tredje akt
- "Nu lider dagen"[3]
- "Dybt i havet" [4]
- "Nu da lensmanden bort vil drage"
- "Herligt, en sommernat"[5]

Femte akt
- "Beskærm vor Konge"

## Rollehavende
I den oprindelige opførelse af stykket, ved ovennævnte bryllup, er følgende rolleindehavere kendte.
- Christian IV – J.C. Ryge
- Agnete – Jomfru Pätges (Senere kendt som fru Johanne Luise Heiberg efter sit ægteskab med Johan Ludvig Heiberg)
- Elverpige – Louise Rasmussen (Senere kendt som Grevinde Danner efter sit ægteskab med brudgommen, Frederik VII)
- Elisabeth - madam Wexschall
- Ridder Ebbesen - hr. Nielsen

## Nationalfølelsen
60 år efter førsteopførelsen – i 1888 ved den nationalromantiske periodes udløb – refererede Chr. Richardt til stykket i prologen til Den nordiske Musikfest i Kjøbenhavn 1888
| Citat                                                     | ... hin Kveld stod Folkevisen Brud med Kunsten ... | Citat |
| Chr. Richardt i prologen ved den nordiske musikfest 1888. |                                                    |       |

Folkevisetonen kunne anvendes til at give stykket vaudeville-genrens lokalkolorit – med Heibergs ord i fortalen: "en ret national Duft eller Colorit" – og dette var egnet til at vække nationalfølelsen. Fru Heiberg skriver i sine erindringer:
| Citat                                                                                  | Det romantiske Stof i Forening med de skjønne, nordiske Sange greb Nationalfølelsen. Denne Følelse førtes nu over paa den sidste patriarkalske Konge af den oldenborgske Stamme, den elskelige Frederik den Sjette. Jeg ser endnu for mine Øjne den gamle Konge med det snehvide Haar, som han ved den første Forestilling af Stykket sad i sin Loge, dybt rørt over de Allusioner, der findes i Skuespillet til ham og hans Slægt, og som Publikum greb med stormende Jubel. | Citat |
| Johanne Louise Heiberg i Et Liv genoplevet i Erindringen, citeret efter Jensen, s. 228 | |       |

Den enevældige konge blev hyldet samtidig med en sympatisk skildring af et folkeligt persongalleri; stykket er et nybrudsværk, hvori folkevise og kunstmusik og -digtning for første gang fuldgyldigt blev forenet, og hvor djærve skikkelser af folket trådte frem på scenen; det kunne også tolkes som en tribut til det oplyste kongedømme, hvor en harmonisk forening af kongemagt og folkeliv fandt sted.
Hvor Heiberg snarere havde haft æstetiske overvejelser, var retningen i tiden henimod en ideologisk betinget tolkning som grundlaget for en nationalkunst med det folkelige som nationens kerne, således som borgerskabets liberale intelligens forstod og identificerede sig med det – og udmøntede det i nationalromantiske kulturprogrammer som eksempelvis Orla Lehmann:
| Citat                                                                                               | Det er en Paastand, der, som vi haabe, ikke vil møde nogen Modsigelse, at den danske Nations Kjærne bestaar af en oplyst og agtværdig Middelstand, som i sig har optaget alle de høiere Stænder, og derved arvet disses aandige og politiske Fortrin, og som dagligen recruterer sig af de lavere Classer, hvilke den derved aabner Adgang til den adelige Lighed, under hvis Palladium den selv har vundet og hævdet en høi Grad af Værd og Velfærd. | Citat |
| Orla Lehmann i Maanedsskrift for Litteratur, 7. bd. 1832, s. 152 – her citeret efter Jensen, s. 228 | |       |

Og ti år senere, i 1842, hos A.P. Berggreen der formulerede sit nationalromantiske program for en kunstnerisk folketone i musikken i forordet til første bind af folkeviseudgaven fra 1842:
| Citat               | ... Optagelsen af dette element i kunsten skal imidlertid ikke blot bestå i ligefrem at indlægge hine melodier i et musikværk; men disse må være gået over i komponistens væsen, der da, opfyldt af deres ånd, vil kunne give sit arbejde det ejendommelige, nationale præg, der dog fremfor alt giver et kunstværk betydning. ... | Citat |
| A.P. Berggreen 1842 | |       |

Stykket vurderes af Jensen til at være en nyskabelse i sin formulering af folketonen, mens det tidsmæssigt kom til at stå som et overgangsværk på tærsklen til en ændret opfattelse af den nationale identitet i kunsten. "Elverhøj i et tidehverv" som afsnittet kaldes.